# Télévision au Mexique

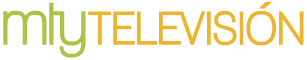
Télévision au Mexique

La télévision au Mexique a été créée et lancée le 19 août 1946 à Mexico.

## Réseaux de télévision terrestre
- Televisa
  - Canal de las Estrellas
  - Canal 5
  - FOROtv
  - Gala TV
- TV Azteca
  - Azteca 7
  - Azteca 13
- Cadenatres
- Multimedios Televisión

## Réseaux de télévision par câble
- American Network
- Bandamax
- Golden and Golden Edge
- Clásico TV
- De Película
- De Película Clásico
- Ritmoson Latino
- TLNovelas
- TeleHit
- Televisa Deportes Network
- Unicable

### Sources
- (en) Cet article est partiellement ou en totalité issu de l’article de Wikipédia en anglais intitulé « Television in Mexico » (voir la liste des auteurs).
- (es) Cet article est partiellement ou en totalité issu de l’article de Wikipédia en espagnol intitulé « Televisión en México » (voir la liste des auteurs).